# Belsazar Hacquet
Belsazar de la Motte Hacquet o Balthasar o Balthazar Hacquet (1739 - 10 de enero de 1815) fue un médico y naturalista austríaco de origen francés, que nació en Le Conquet, Francia.

## Biografía
Estudió en Viena y fue cirujano durante la Guerra de los Siete Años (1756–1763). Más tarde es instructor de Anatomía y de Historia natural en Laibach (hoy Liubliana), y en 1788 profesor en la Universidad de Leópolis. Después de 1810 vive en Viena.
Fue protegido de María Teresa I de Austria (1717-1780) y después por José II de Habsburgo (1741-1790), que financian sus viajes de exploraciones. Hacquet es recordado por sus expediciones científicas a través del Imperio austríaco a pie.
Fue un Homo Universalis o polímata, desarrollando estudios en Geología, Mineralogía, Botánica, Química, Etnografía, Petrología, Karsttología. Es reconocido como el primer científico en efectuar extensas exploraciones de los Alpes Julianos. En 1777 fue el primero en ascender a la cumbre del Triglav (2864 m s. n. m.), el pico máximo de Eslovenia, y llegó también al Mali Triglav (2725 m s. n. m.).
Además de sus escritos, se le debe la monumental obra en cuatro volúmenes Oryctographia Carniolica, que incluye estudios geológicos y mineralógicos de Carniola, Istria y su hinterland. Esa obra también incluye un profundo reporte de la mina de mercurio de Idrija. Asimismo describió un estudio etnográfico de los pueblos sureños eslavos en el tratado Slavus Venedus Illyricus.
Como botánico, escribió un libro de flora alpina de Carniola Plantae alpinae Carniolicae.
En una de sus excursiones, descubre "en el atardecer, en Trenta al lado de Triglav, una nueva especie de escabiosa" y extrae especímenes para su colección de herbario, hoy preservada en el "Museo de Historia Natural" de Eslovenia. Llama a dicha especie Scabiosa trenta en la descripción publicada, y la ilustra. Muchos botánicos posteriores se inspiraron en esa misteriosa Scabiosa amarilla pálida, entre ellos el joven Julius Kugy. Y busca a esa flor secretiva, y concluye que no es apto para reencontrarla, a pesar de ser un gran explorador y descriptor de los Alpes Julianos. Otro botánico austríaco, Anton Joseph Kerner, más tarde prueba que Belsazar Hacquet no había hallado una nueva especie, sino un espécimen de la luego conocida submediterránea Cephalaria leucantha.
En 1763 hace una expedición a Constantinopla.

## Algunas publicaciones
- Slavus-Venedus-Illyricus; Abbildung und Beschreibung der südwest- und östlichen Wenden, Illyrer und Slaven

- Plantae alpinae carniolicae, 1782

- Hacquet's mineralogisch-botanische Lustreise, von dem Berg Terglou in Krain zu dem Berg Glockner in Tyrol, im Jahr 1779 und 81, 1783

- Hacquet's neueste physikalischpolitische Reisen in den Jahren 1788 und 1789 durch die dacischen und sarmatischen oder nördlichen Karpathe. Dos v. 1790-1791

- Reise durch die norischen Alpen physikalischen und andern Inhalts unternommen in den Jahren 1784 bis 1786 ... Núremberg, 1791

- Physische und technische Beschreibung der Flintensteine... Viena, 1792

- Bemerkungen über die Entstehung der Feuer- oder Flintensteine, etc. Berlín, 1806

- L'Illyrie et la Dalmatie, ou mœurs, usages et costumes de leurs habitants... (traducido del alemán al francés por Jean Baptiste Joseph Breton de La Martinière (1777-1852), dos v. 1815

## Honores

### Eponimia
Género botánico
- (Apiaceae) Hacquetia Neck.[1] se nombra en su honor,

Especies
- (Apiaceae) Ligusticum hacquetii Guss.[2]
- (Apiaceae) Malabaila hacquetii Tausch[3]
- (Boraginaceae) Eritrichium hacquetii W.D.J.Koch[4]
- (Boraginaceae) Myosotis hacquetii D.Dietr.[5]
- (Dipsacaceae) Scabiosa hacquetii Lam.[6]
- (Rosaceae) Spiraea hacquetii Fenzl ex K.Koch[7]
- (Scrophulariaceae) Pedicularis hacquetii Graf[8]
- (Scrophulariaceae) Pedicularis hacquetii K.Koch[9]

- La abreviatura «Hacq.» se emplea para indicar a Belsazar Hacquet como autoridad en la descripción y clasificación científica de los vegetales.[10]